# Bukovec, Slovenska Bistrica
Bukovec este o localitate din comuna Slovenska Bistrica, Slovenia, cu o populație de 309 locuitori.